# 1631 w sztukach plastycznych
Wydarzenia w sztukach plastycznych i wizualnych w 1631 roku.

## Malarstwo

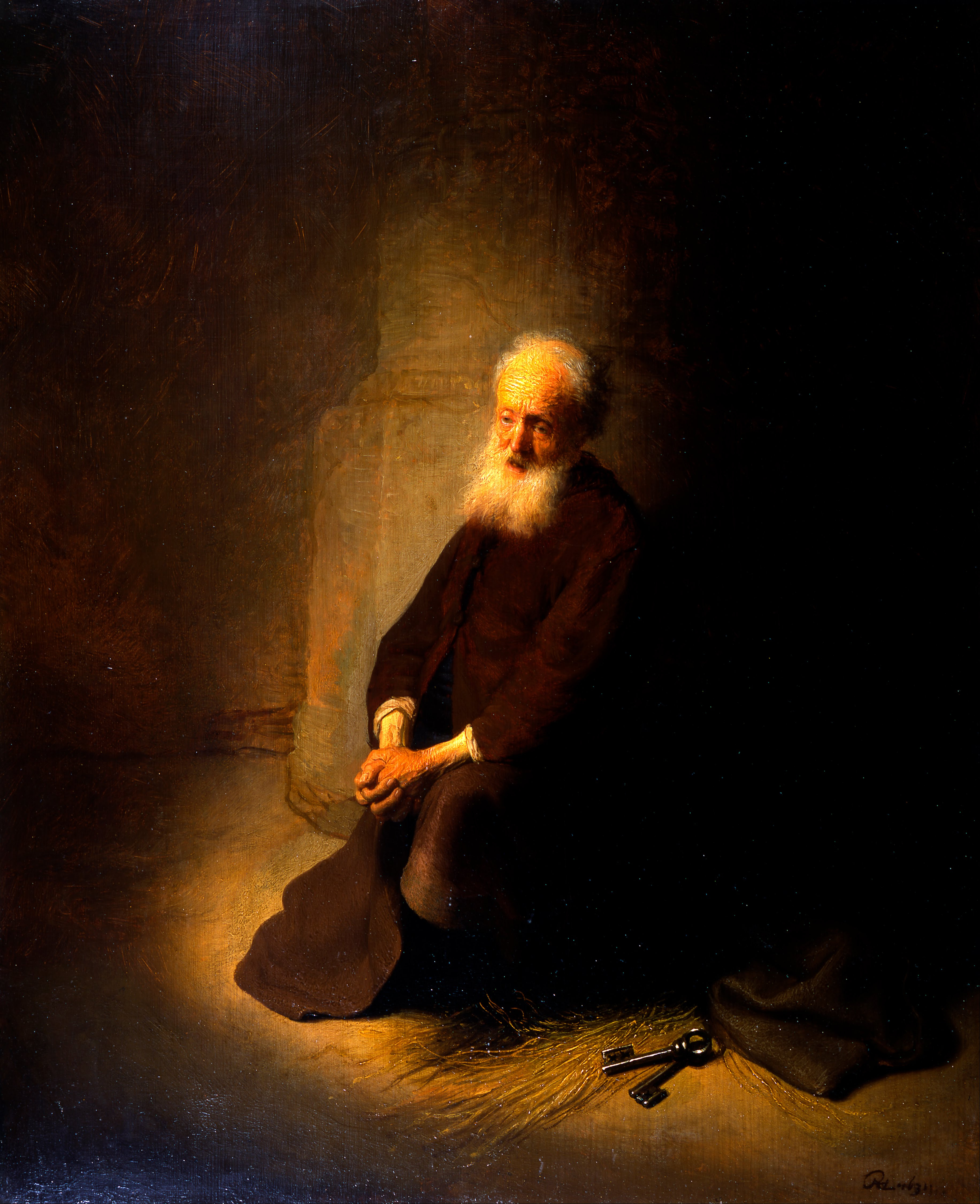
Rembrandt Święty Piotr w więzieniu

- Rembrandt

Święty Piotr w więzieniu (1631) olej na desce, 59 x 47,8 cm